# Église Santa Maria Maddalena
Pour les articles homonymes, voir Église Santa Maria Maddalena (homonymie).
L'église Santa Maria Maddalena (en français : Église Sainte-Marie-Madeleine) est une église de Rome située dans le rione de Colonna sur la Piazza Maria Maddalena. Elle est considérée comme l'un des plus beaux exemples, à Rome, de construction dans le style baroque tardif (rococo).

## Historique
En 1586, une église construite sur une chapelle du XIVe siècle est allouée à Camille de Lellis pour sa congrégation des Pères de la Bonne Mort, que le pape vient de confirmer et qui deviendra l'Ordre des Clercs réguliers pour les malades en 1591.
En 1628, le pape Urbain VIII ordonne l'ouverture d'une nouvelle place devant cette église et la restructuration de l'ensemble des bâtiments l'entourant. Les travaux sont longs, s'étalant de 1630 à 1699 pour la date admise de complétion, et effectués par divers architectes dont Carlo Fontana (pour la coupole et la voûte), Giovanni Antonio de Rossi, et le dernier, Giuseppe Sardi (it), qui achève la façade en 1735. L'église est consacrée le 4 mai 1727. Le style rococo étant encore peu utilisé pour les édifices religieux l'édifice attire des commentaires critiques. Les Romains lui donnent le sobriquet d'« église de sucre » (chiesa di zucchero) en raison de sa ressemblance avec les décorations des gâteaux de l'époque.

## Architecture et patrimoine
L'église est l'un des tout premiers exemples de construction de style rococo à Rome. La nef unique est de forme octogonale allongée flanquée de deux chapelles latérales par côté. Le transept soutient une coupole et possède de chaque côté deux petites chapelles l'une dédiée à Camille de Lellis (où il a été dans un premier temps enterré avant d'être déplacé sous l'autel), l'autre à Nicolas de Myre. La sacristie est opulente et dans le plus pur style rococo.
Les peintures intérieures illustres essentiellement des scènes de la vie de Camille de Lellis avec des fresques de Sebastiano Conca et des représentations d'une « très blonde » Marie-Madeleine au niveau de l'abside. Dans l'église se trouvent aussi des peintures de Baciccio (Cristo, la Vergine e S. Nicola di Bari), Luca Giordano (San Lorenzo Giustiniani che adora il Bambino).
Les grandes orgues datent de 1736.

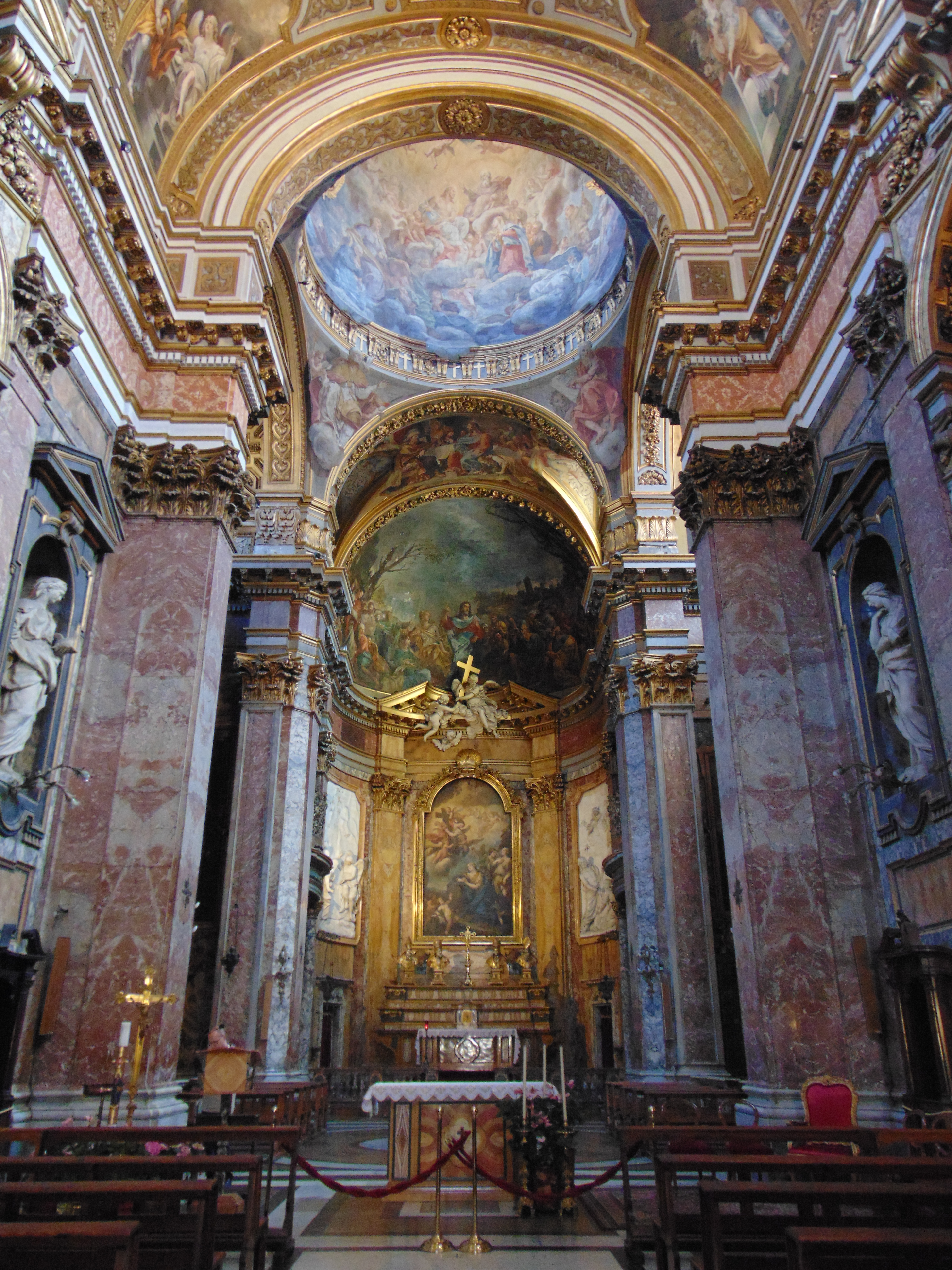
L'intérieur.
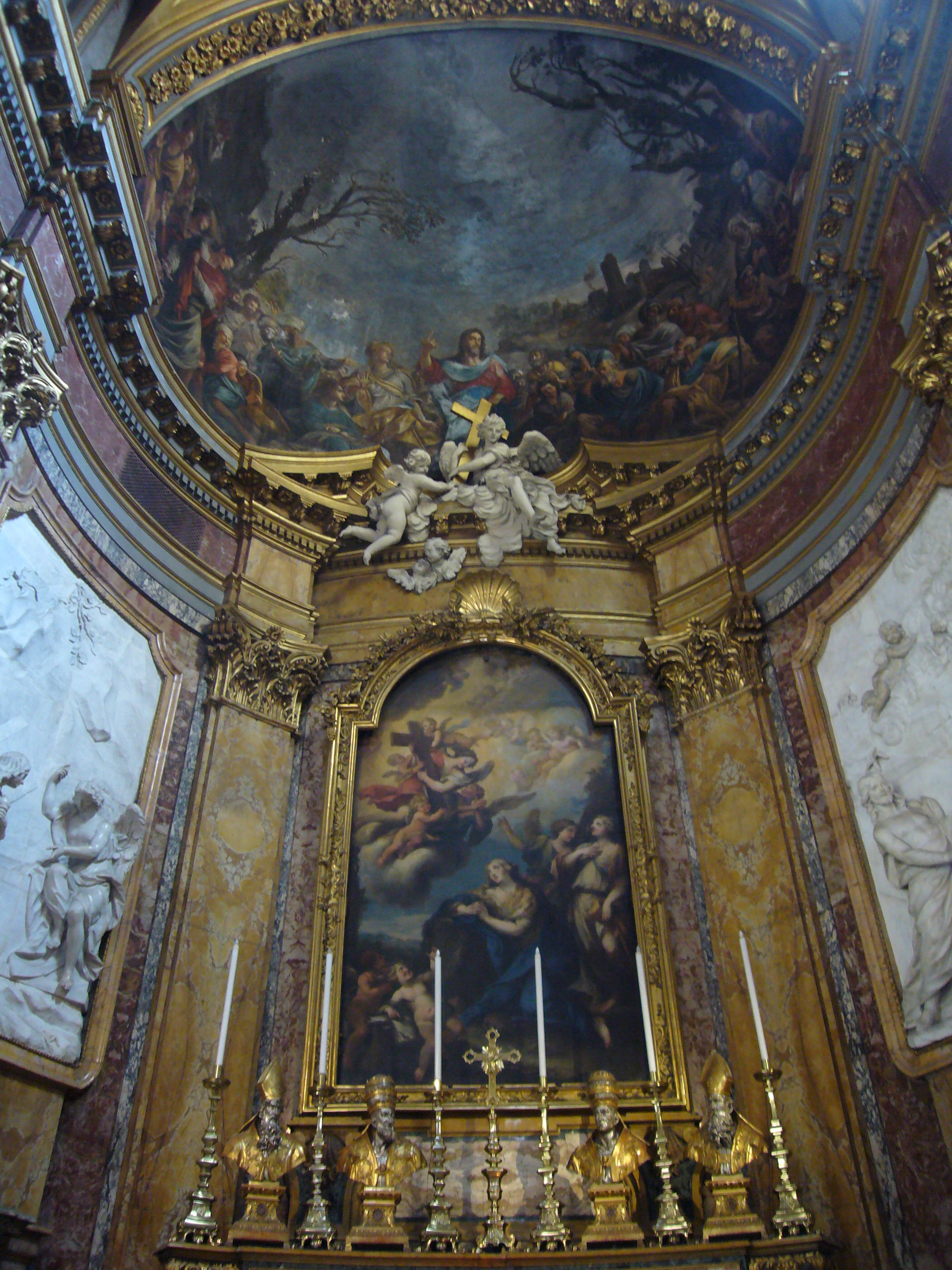
Le maître-autel.
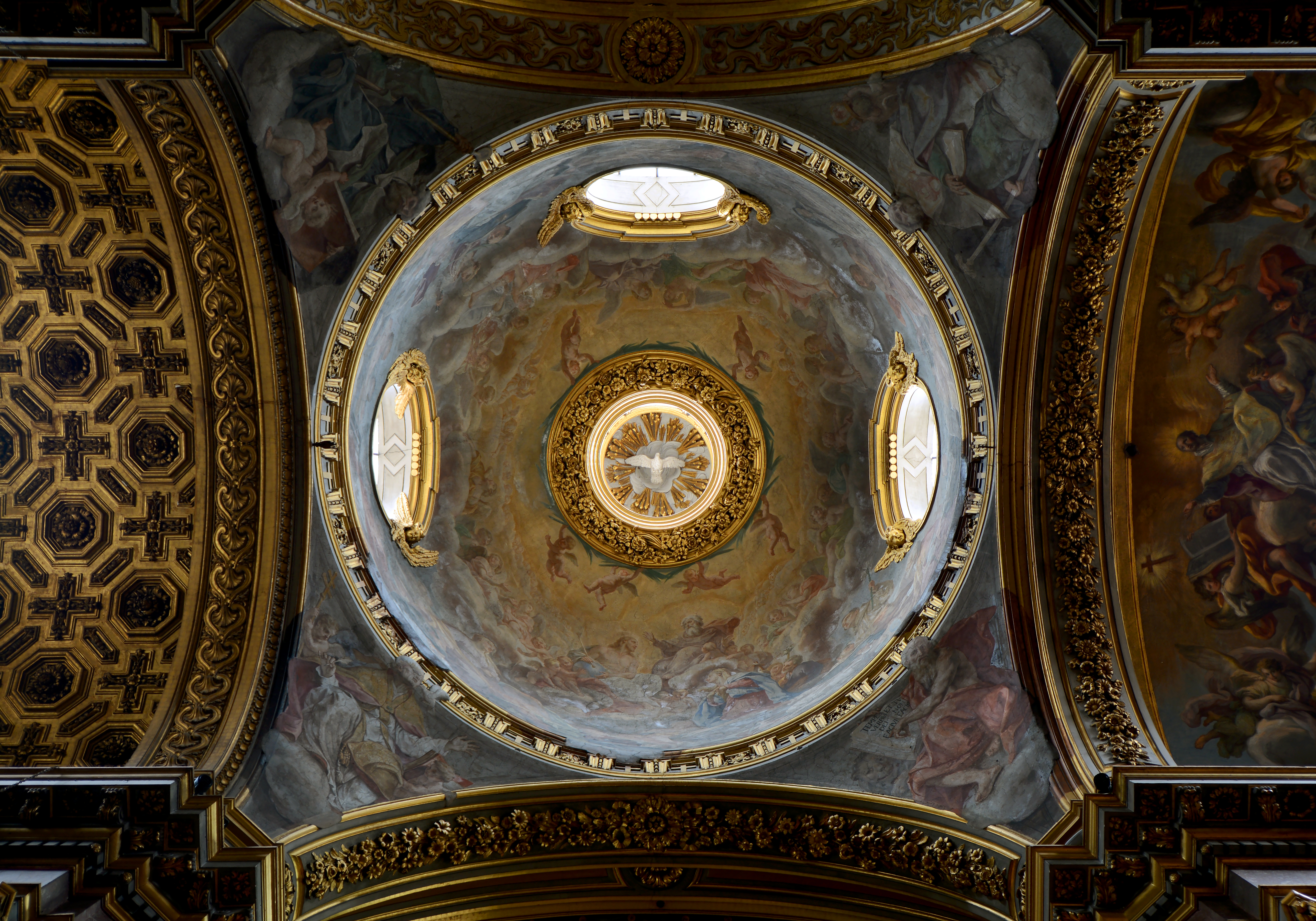
Le dôme.
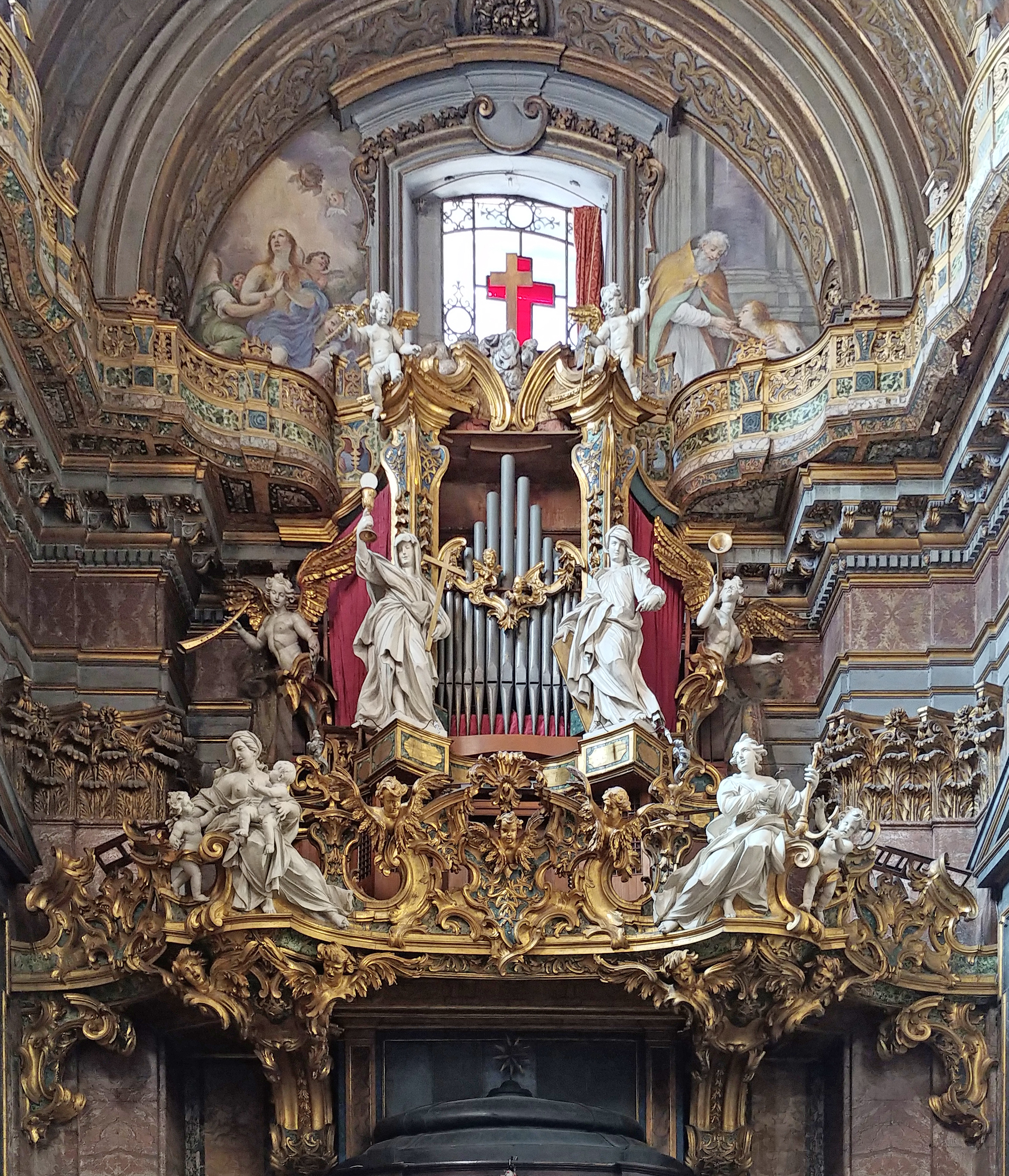
L'orgue.
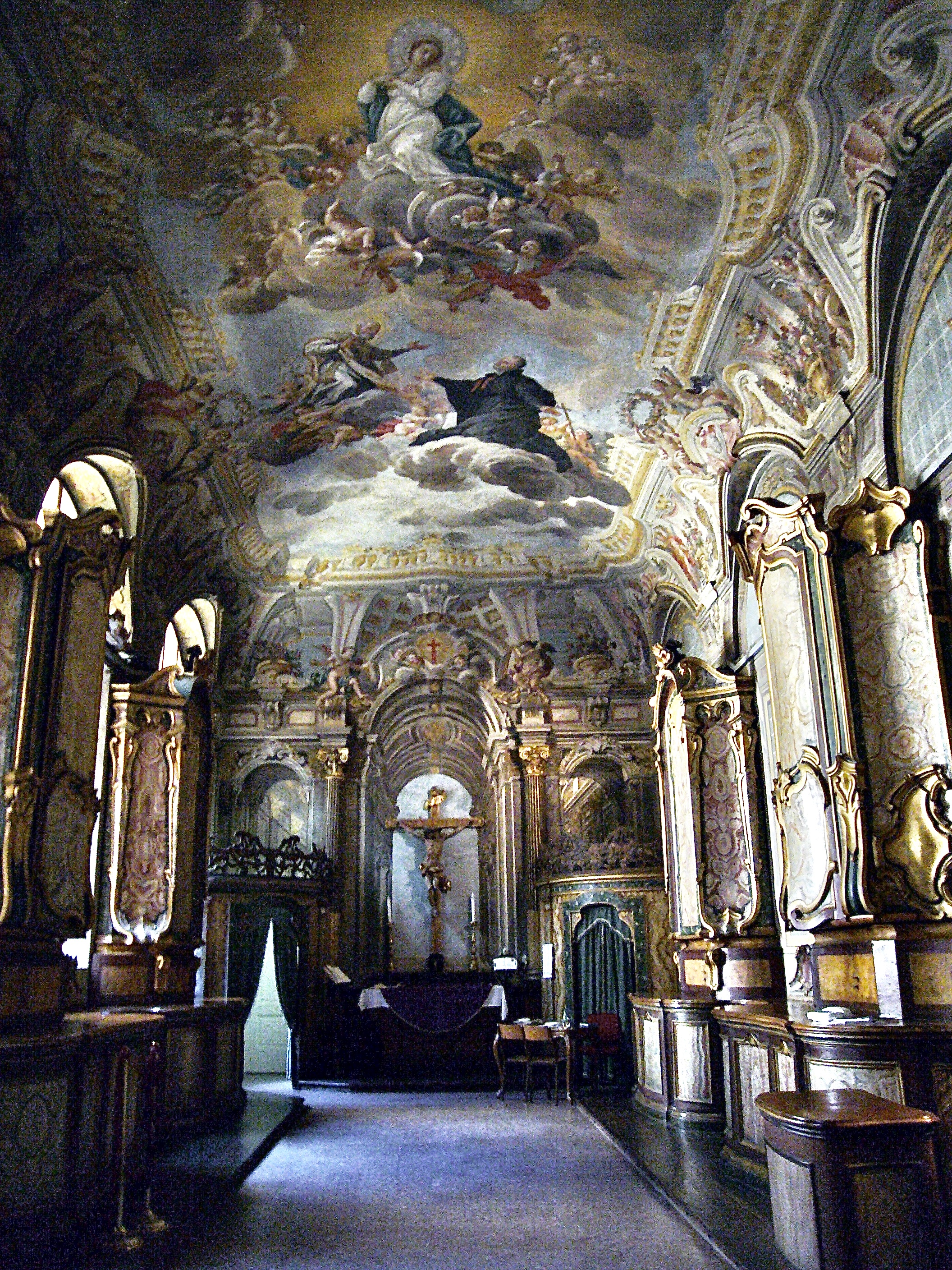
La sacristie.